# Recht van genade
Het recht van genade of koninklijk genaderecht (Frans: grâce royale) is in België het grondwettelijk prerogatief van de Koning der Belgen om de door de strafrechter uitgesproken straffen kwijt te schelden of te verminderen of om te zetten in een lichtere straf. Dit recht van de koning is geregeld in artikel 110 van de Belgische Grondwet.
Genade wordt door de Koning verleend op advies van het Openbaar Ministerie bij het vonnisgerecht dat de straf heeft uitgesproken en op advies van de procureur-generaal bij het hof van beroep.
Onder 'de Koning' dient men overeenkomstig artikel 106 van de Belgische Grondwet steeds te verstaan: de Koning en de federale regering tezamen. De verlening van het genaderecht wordt, na advies van de gerechtelijke instanties, voorgedragen en ondertekend door de minister van Justitie (of een andere ter zake bevoegde minister) en vervolgens ondertekend door de Koning. Het is een vaak voorkomende misvatting te denken dat de Koning persoonlijk en op eigen initiatief genadeverzoeken zou kunnen inwilligen. Dezelfde misvatting bestaat vaak waar het gaat om het opnemen in de adel of het verlenen van adellijke titels.

## Wetteksten
Het recht van genade is voorzien door artikel 110 van de Belgische Grondwet: "De Koning heeft het recht de door de rechters uitgesproken straffen kwijt te schelden of te verminderen, behoudens hetgeen ten aanzien van de ministers en van de leden van de Gemeenschaps- en Gewestregeringen is bepaald". Artikel 87 van het Strafwetboek voegt eraan toe: "Onbekwaamheden, door de rechter uitgesproken of door de wet aan sommige veroordelingen verbonden, houden op door kwijtschelding, die de Koning daarvan kan verlenen krachtens het recht van genade". 
Het recht van genade wordt ook nog vermeld in artikel 622 van het Wetboek van strafvordering betreffende het herstel in eer en rechten in strafzaken: "De veroordeelde moet om herstel in eer en rechten te kunnen verkrijgen de vrijheidsstraffen hebben ondergaan en de geldstraffen hebben gekweten, tenzij die straffen krachtens het recht van genade kwijtgescholden zijn, of, indien zij voorwaardelijk zijn uitgesproken of voorwaardelijk zijn geworden bij genademaatregel, als niet bestaande worden beschouwd. Is de straf verjaard, dan kan de veroordeelde alleen in eer en rechten hersteld worden wanneer de niet-uitvoering niet aan hem te wijten is.".

### Genaderecht in het fiscaal recht
Door artikel 9 van een regentsbesluit van 18 maart 1831 ('arrêté du Régent du 18 mars 1831 organique de l’administration des finances'/'Organiek besluyt van het bestuer van ’s lands middelen') wordt aan de Minister van Financiën een algemene macht verleend om kwijtschelding van fiscale boetes en belastingverhogingen te verlenen. Deze bevoegdheid wordt in de Belgische rechtspraak en rechtsleer beschouwd als een genaderecht.  Artikel 9 van het regentsbesluit van 18 maart 1831 werd onderzocht in arrest nr. 79/2008 van het Grondwettelijk Hof van 15 mei 2008 (Belgisch Staatsblad van 26 juni 2008). In overweging B.6.3. stelt het Grondwettelijk Hof expliciet dat wanneer bij de rechter een beroep wordt ingesteld tegen een beslissing die de Minister van Financiën of diens gedelegeerde op grond van artikel 9 van het besluit van de Regent van 18 maart 1831 heeft genomen, die rechter, zoals de minister van Financiën of diens gedelegeerde, de geldboete moet kunnen kwijtschelden of verminderen. 
Artikel 9 van het besluit van de Regent van 18 maart 1831 (niet opgenomen in Juridat) bepaalt :
« [De minister van Financiën] beschikt op de verzoeken om kwytschelding van boeten of verhoogingen van regt ten titel van boeten, andere dan degene uytgesproken door den Regter, en bekrachtigt de overeenkomsten tusschen het bestuer en de lastgelders, wanneer zy door de wetten toegelaten zyn ».
In de (wettelijk enige geldige) Franse tekst luidt dit artikel 9:
« [Le ministre des Finances] statue sur les réclamations ayant pour objet la remise d’amendes et d’augmentations de droits à titre d’amendes, autres que celles prononcées par le juge, et arrête les transactions entre l’administration et les contribuables, dans les cas où elles sont autorisées par les lois ».

## Verschil met amnestie
Het voornaamste verschil met amnestie bestaat erin dat in geval van genade de veroordeling blijft behouden. Genade heeft enkel betrekking op de uitvoering van de straf. De veroordeling blijft dus vermeld in het centraal strafregister en kan als basis dienen voor de verhoging van de straf voor een later gepleegd misdrijf wegens herhaling en kan ook blijven gelden voor de uitsluiting van de toepassing van de Probatiewet. 
Genade werkt ex nunc, zij heeft geen terugwerkende kracht zoals de amnestie. 
Een amnestiewet is steeds collectief. Zij geldt voor een groep van personen. Genade kan collectief zijn of individueel. 
In tegenstelling tot amnestie werd genade in België, zowel individueel als collectief, relatief vaak verleend. Een collectief genadebesluit werd vaak gekoppeld aan bepaalde gebeurtenissen, zoals de verjaardag van de Koning, de geboorte van een prins of een prinses, aan een pausbezoek, enz. Collectieve genade geraakt in onbruik en individuele genade is aanzienlijk in aantal verminderd. De oprichting van strafuitvoeringsrechtbanken (2007) is hiervan de oorzaak.

## Procedure
Een genadeverzoek wordt ingediend per brief aan de Koning (Zijne Majesteit de Koning, Paleis te Brussel, 1000 Brussel). Het verzoek kan ook ingediend worden bij de Minister van Justitie of zelfs bij het Openbaar Ministerie bij het vonnisgerecht dat de straf heeft uitgesproken. Het moet de redenen bevatten waarom men genade vraagt. Indien er bepaalde belangrijke elementen ontbreken in het genadeverzoek laat de bevoegde dienst aan de indiener een inlichtingformulier toekomen, waarin bijkomende feitelijke elementen worden gevraagd. 
De toestand van de verzoeker wordt algemeen onderzocht, zonder dat aan een bepaald element bijzondere voorrang wordt verleend. Het is de bedoeling de straf zo veel mogelijk te individualiseren en zo adequaat mogelijk te
laten verlopen. Voor de toekenning van een genade wordt rekening gehouden met de sociale, familiale en professionele situatie van de verzoeker, meer bepaald wanneer er nieuwe elementen zijn tussengekomen sinds het vonnis en die, indien ze waren gekend, de rechter ertoe hadden aangezet een andere straf op leggen. Er wordt eveneens rekening gehouden met het actuele gedrag van verzoeker, zijn zelfinzicht, de inspanningen die hij heeft geleverd ten gunste van het slachtoffer, de afbetaling van boetes en gerechtskosten. De afwezigheid van gerechtelijke voorgaande en de zwaarwichtigheid van de feiten zijn tevens elementen waarmee wordt rekening gehouden (antwoord van Minister van Justitie Stefaan De Clerck op een schriftelijke vraag van volksvertegenwoordiger Els De Rammelaere van 28 januari 2009 met nummer 431).
Aangezien het recht tot verlenen van genade een prerogatief is dat aan de Koning (met andere woorden aan de uitvoerende macht) wordt toegekend bij artikel 110 van de Belgische Grondwet, ressorteert het onder de discretionaire bevoegdheid en dient bijgevolg niet met redenen te worden omkleed en evenmin te worden verantwoord.
Genade kan alleen verleend worden voor strafrechtelijke straffen, en dus niet voor een beveiligingsmaatregel, een veroordeling tot schadevergoeding of een burgerlijke geldboete.
Een genadeverzoek kan worden ingediend:
- door de veroordeelde zelf;
- door zijn advocaat;
- door het Openbaar Ministerie;
- zelfs door een derde, door iedereen dus.

Principieel heeft een genadeverzoek geen invloed op de uitvoerbaarheid van de straf. Toch wordt in de praktijk aanvaard dat, indien het genadeverzoek tijdig wordt ingediend, de uitvoering van de straf wordt opgeschort. Maar het Openbaar Ministerie kan altijd de uitvoering van de straf vragen wegens de omstandigheden eigen aan de zaak. Om schorsend te zijn moet het genadeverzoek worden ingediend binnen een zekere tijd na het definitief worden van de straf, meestal binnen de twee maanden.
Na de ondertekening van het genadebesluit door de Koning en de bevoegde minister wordt dit besluit betekend aan het bevoegde parket. De procureur des Konings laat het genadebesluit of het besluit waarbij het genadeverzoek werd verworpen door de politiediensten betekenen aan de betrokkene. 
Iedere genademaatregel wordt opgetekend in het strafregister van de betrokkene.

## Criteria voor genadeverlening
De minister van Justitie antwoordde op 9 november 2005 in de Senaat op een parlementaire vraag dat bij de beoordeling bijvoorbeeld de volgende elementen een rol spelen:
- de aard van de feiten;
- de omstandigheden waarin de feiten zijn gepleegd;
- de antecedenten en het huidige gedrag van de gedetineerde;
- in voorkomend geval de inspanningen die hij ten aanzien van het slachtoffer heeft gedaan;
- de sociale en professionele toestand;
- de gezinstoestand van de gedetineerde;
- en de eventuele kansen op reclassering van de veroordeelde.

Tevens stelde de minister:"Aangezien het recht tot verlenen van genade een prerogatief is die aan de Koning wordt toegekend bij artikel 110 van de Grondwet, ressorteert het onder zijn discretionaire bevoegdheid en moet het bijgevolg niet met redenen worden omkleed en evenmin worden verantwoord."

## Bevoegdheid van de koning
De koning kan de door de strafrechter uitgesproken straf kwijtschelden, ze verminderen of ze omzetten in een andere straf. De koning is daarbij gebonden aan het bestaande strafsysteem. De koning kan een effectieve straf omzetten in een straf met uitstel. Hij kan echter geen gevangenisstraf omzetten in een niet bestaande straf zoals bijvoorbeeld verbanning.
Zoals elke handeling van de koning valt het toekennen van genade onder de politieke verantwoordelijkheid van de minister van het departement dat het genadeverzoek onderzocht heeft, dit wil zeggen meestal de minister van Justitie. Het genadeverzoek wordt inderdaad meestal behandeld door de dienst Genade van de FOD Justitie. In bepaalde gevallen zijn andere overheden bevoegd zoals de minister van Financiën voor inbreuken op de fiscale wetgeving, de minister van Volksgezondheid voor inbreuken op de wetgeving inzake verdovende middelen of de minister van Verkeer voor verkeersinbreuken.
De uitvoerende macht (koning en regering samen) kan aan een veroordeeld minister of lid van een gemeenschaps- of gewestregering geen genade verlenen dan op verzoek van de wetgevende macht (Kamer van volksvertegenwoordigers of het betrokken gewestparlement. (Artikel 111 van de Belgische Grondwet.)

## Collectieve gratieverlening
Het was een gebruik dat tot de middeleeuwen opklom: de koning (in werkelijkheid de uitvoerende macht) kon collectieve strafvermindering beslissen bij grote gebeurtenissen, zoals een troonsbestijging.
De laatste collectieve gratie of genade was in 1993, naar aanleiding van het EU-voorzitterschap door België. Er werd toen een strafreductie van zes maanden verleend aan alle gedetineerden. Daarna is er geen collectieve gratie of genade meer gegeven.

## Stilaan in onbruik
De individuele genademaatregelen zijn in aantal aanzienlijk verminderd. Waren er enkele jaren geleden nog tot 5000 aanvragen, waarvan er een duizendtal werden ingewilligd, dan zakte dit in 2012 naar 955 aanvragen waarvan 96 werden ingewilligd. Het is niet uitgesloten dat, bij een volgende grondwetswijziging, de mogelijkheid van genade door de uitvoerende macht, zal worden opgeheven.
Wat de collectieve genademaatregelen betreft, die zijn nu al in de feiten afgeschaft. Minister van Justitie Annemie Turtelboom heeft hierover op 22 juli 2013 verklaard dat dit logisch was en in de lijn ligt van het volle uitwerking geven aan de strafuitvoeringsrechtbanken die in 2007 zijn geïnstalleerd. Met andere woorden, de vermindering van straf wordt volledig overgelaten aan de rechterlijke macht en de uitvoerende macht bemoeit zich hiermee niet meer. "De collectieve gratie is niet meer van deze tijd", verklaarde de minister.
In de regel beperkt de Koning de graties tot verkeersmisdrijven waarbij geen dronkenschap, geen vluchtmisdrijf en geen slachtoffers gemoeid zijn.

## Aantal aanvragen en toekenningen
Ziehier een overzicht van het aantal aanvragen en het aantal effectief toegekende gratieverzoeken van de voorbije jaren.
| Jaar | Aantal aanvragen | Aantal toekenningen |
| ---- | ---------------- | ------------------- |
| 2011 |                  | 70                  |
| 2012 |                  | 53                  |
| 2013 |                  | 11                  |
| 2014 |                  | 2                   |
| 2015 | 553              | 23                  |
| 2016 | 208              | 6                   |
| 2017 | 603              | 6                   |
| 2018 | ±500             | 13                  |